# Can't Stand Losing You
Singles de The Police
Roxanne
(1978) So Lonely
(1978)
Pistes de Outlandos d'Amour
Peanuts Truth Hits Everybody
Can't Stand Losing You est une chanson du groupe The Police paru sur le premier album du groupe, Outlandos d'Amour en 1978.
Il s'agit de leur troisième single après Fall Out en 1977 et Roxanne en 1978, mais il s'agit du second single extrait de l'album (après Roxanne).
En Angleterre, le disque a été l'objet d'une controverse, à cause de la première pochette du single où l'on voit un homme pendu, les pieds soutenus par un grand glaçon qui — apparemment — commence à fondre. Le single original fut interdit par la BBC à cause de cette pochette. En dépit ou peut-être en raison de l'attention particulière de la controverse, Can't Stand Losing You devient le premier single du groupe à se classer dans les charts, parvenant à atteindre la 42e place du UK Singles Chart.
Le single est ressorti en juin 1979 avec une pochette montrant les trois membres du groupe, et permet de mieux se classer au hit-parade britannique, avec une 2e place au UK Singles Chart.

## Titres
- Face A : Can't Stand Losing You 2:58
- Face B : Dead End Job (non extrait de l'album Outlandos d'Amour) 3:30

## Reprises
La chanson a été reprise par le groupe anglais Feeder aussi bien en concert que comme B-side d'un de leur single. Elle a aussi été reprise par Mika et Armand Van Helden sur la compilation Radio 1 Established 1967 sortie par la BBC.

## Classements
| Classement (1978)              | Meilleure position |
| ------------------------------ | ------------------ |
| Royaume-Uni (UK Singles Chart) | 42                 |

| Classement (1979)                      | Meilleure position |
| -------------------------------------- | ------------------ |
| Australie (Kent Music Report)          | 98                 |
| Belgique (Flandre Ultratop 50 Singles) | 15                 |
| Belgique (Flandre VRT Top 30)          | 12                 |
| Irlande (IRMA)                         | 7                  |
| Nouvelle-Zélande (RMNZ)                | 48                 |
| Pays-Bas (Nederlandse Top 40)          | 9                  |
| Pays-Bas (Single Top 100)              | 10                 |
| Royaume-Uni (UK Singles Chart)         | 2                  |

| Classement (1979)             | Position |
| ----------------------------- | -------- |
| Pays-Bas (Nederlandse Top 40) | 75       |
| Pays-Bas (Single Top 100)     | 94       |

## Certification
| Pays              | Certification | Date       | Unités certifiées |
| ----------------- | ------------- | ---------- | ----------------- |
| Royaume-Uni (BPI) | Argent        | 01/08/1979 | 250 000           |